# Aeropuerto de Gaza
El Aeropuerto de Gaza  (IATA: GHK, ICAO: LLAZ) también conocido como Aeropuerto Gush Katif, era un pequeño campo de aviación en la Franja de Gaza, en Palestina a aproximadamente 3.2 kilómetros al norte de la ciudad de Khan Yunis, y al lado del campo de refugiados de la UNRWA de Jan Yunis. Esta inmediatamente al oeste del antiguo asentamiento israelí de Ganei Tal, y recibió antes el nombre de la antigua zona de asentamiento de Gush Katif. Se cree que allí hubo una base de aviación militar de la Real Fuerza Aérea Británica en Gaza, que fue utilizada por primera vez como una pista de aterrizaje en 1941. Después de la destrucción israelí del Aeropuerto Internacional Yasser Arafat es actualmente la única pista utilizable en la Franja de Gaza. Un bloqueo aéreo israelí impide que la pista sea utilizada.